# Света Троица (Ботунец)
„Света Троица“ е българска православна църква в квартала на столицата София – Ботунец.

## История
Храмът е построен в центъра на Ботунец в 1904 година. Иконостасът е дело на дебърски майстори от рода Филипови. Пред него има Паметник на загиналите в Балканската война 1912 - 1913 г.
В 2008 година храмът е обновен.